# اتیبا
اتیبا (به پرتغالی: Itiúba) یک منطقهٔ مسکونی در برزیل است که در باهیا واقع شده‌است. اتیبا ۳۶٬۱۱۶ نفر جمعیت دارد.

## خواهرخوانده
شهر گروتاماره خواهرخواندهٔ اتیبا هست.